# María Cegarra Salcedo
María Cegarra Salcedo (La Unión, 1899 - Murcia, 1993) fue una poeta española, así como la primera licenciada de España en Ciencias Químicas.

## Trayectoria
De padre comerciante y madre maestra de origen andaluz, el precedente literario en su familia fue su hermano Andrés Cegarra Salcedo, escritor y creador de la Editorial Levante. Tras la muerte de dicho hermano, María publicó su primer poema, Cristales míos, y tras el fallecimiento de su hermana, muy cercano a su propia desaparición, surgió su última obra, Poemas para un silencio.
Entre los años 1921 y 1924 prestó servicios como ayudante técnica en el laboratorio de análisis industriales de la viuda de Francisco Munuera con el haber mensual de 200 pesetas. Luego, desde finales de los años veinte y durante varias décadas, estuvo al frente de su propio laboratorio de análisis químicos, orientado a la explotación minera, en la casa familiar, c/. Bailén n° 10.
Obtuvo el título de Perito Químico en la Escuela Politécnica Superior de Alcoy (EPSA) el 7 de mayo de 1928. 
Tras la muerte de su hermano Andrés en 1928, ella se dedicó a la poesía. Gracias a él había conocido a Carmen Conde, con la que mantuvo una larga y profunda amistad recogida en un epistolario. Participó en las actividades llevadas a cabo en la Universidad Popular que Conde y Antonio Oliver fundaron en dicha ciudad. También entabló amistad con el periodista Raimundo de los Reyes y los poetas Miguel Hernández y Ramón Sijé. Con Hernández mantuvo una estrecha relación.
En 1935 publicó su primer poemario Cristales míos, que contó con un prólogo del escritor Ernesto Giménez Caballero.
En 1946, obtuvo la licenciatura en Ciencias Químicas por la Universidad de Murcia. Además, Cegarra ejerció la docencia durante cuarenta años en distintos centros de enseñanza de Cartagena, así como en otros centros de Formación Profesional y Bachillerato, entre ellos, en la Escuela de Peritos Industriales.  
Cegarra entró en política como concejal del Ayuntamiento de La Unión en la década de 1960, siendo la primera concejal del Ayuntamiento de La Unión.
Falleció el 26 de marzo de 1993.

## Obra

### Sobre la composición
Acerca de su modo de componer, María había manifestado:
No soy mujer de ponerme en una mesa y que me salgan las cosas rápidamente. Es muy difícil explicar cómo es la génesis de un poema. Ya te digo que primero tengo la idea, un verso que te sale de golpe y que luego desarrollo lentamente en el papel. Lo desarrollo, busco lo que suena mejor, le añado o le quito un adjetivo (...). Después viene la labor de corrección y, a veces, de ampliación, y así lo voy haciendo, lentamente.
Maduro y alimento cada poema, apenas hago correcciones y los dejo reposar. Soy mujer de silencios más que de palabras.
Yo escribo para mí y para nadie más; no me preocupa que me lean.

Yo nunca pienso en nadie cuando escribo.

### Obras
Cooperó en una de las revistas más prestigiosas del momento, La Gaceta Literaria, dirigida por Giménez Caballero.
Junto a Carmen Conde escribió la obra teatral Mineros (1932-1933) en la que conjugan ficción con elementos autobiográficos ya que está inspirada en la vida de Cegarra y de su familia. Así mismo está ligada a la historia del movimiento obrero en el distrito minero de la Unión.
Su poesía es humana, profunda, de exquisita verbalidad, pero despojada de preciosismo; su temática es afín al espíritu trascendentalista de las generaciones de los años 1940 y 1950. Poesía definida, al modo juanramoniano, como triple ansia de belleza, conocimiento y eternidad.   
Colaboró en las revistas La Región, La Verdad, Tránsito, Levante Agrario, Títiro Canta, Monteagudo, entre otras. Publicó su Poesía completa en 1987, con introducción de Santiago Delgado.
- Cristales míos, 1935.[8]
- Desvarío y fórmulas, 1978.[9]
- Poesía completa, 1986.
- Poemas para un silencio, 1999.[10]
- Cada día conmigo, 1986.
- Poemas para un silencio, 1999.

## Reconocimientos

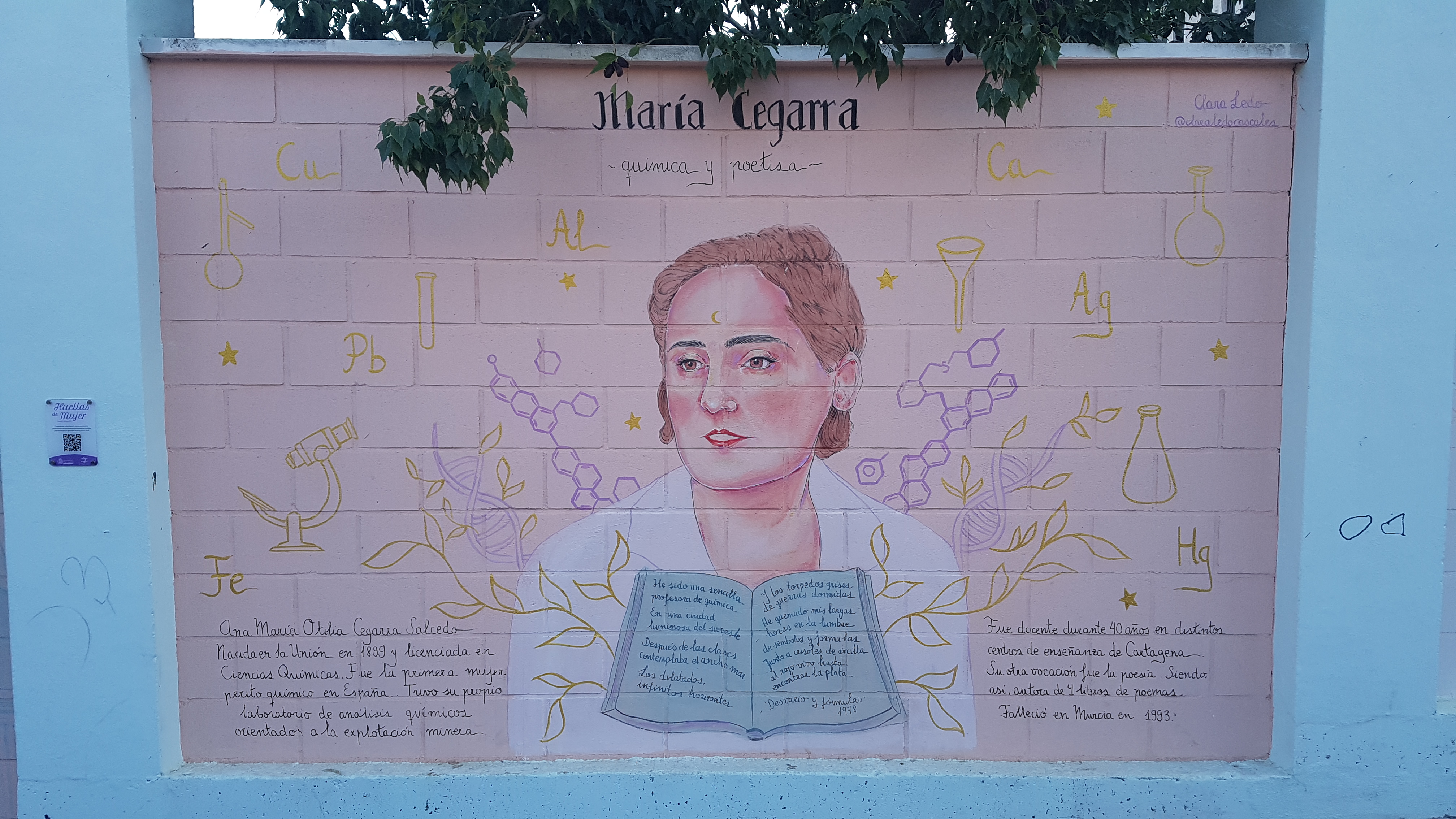
Mural de María Cegarra en el proyecto Huellas de Mujer, por la artista Clara Ledo.

- En 1980 le fue impuesto su nombre al Instituto de Enseñanza Secundaria de La Unión.[11]
- Fue nombrada Hija Predilecta de la ciudad minera en 1992.[5]
- En el centenario de su nacimiento (1999), el Ayuntamiento de La Unión inauguró un busto de la poeta frente al Liceo de Obreros, centro dirigido por su hermano Andrés a comienzos del siglo XX.[12]